# 硬地球場

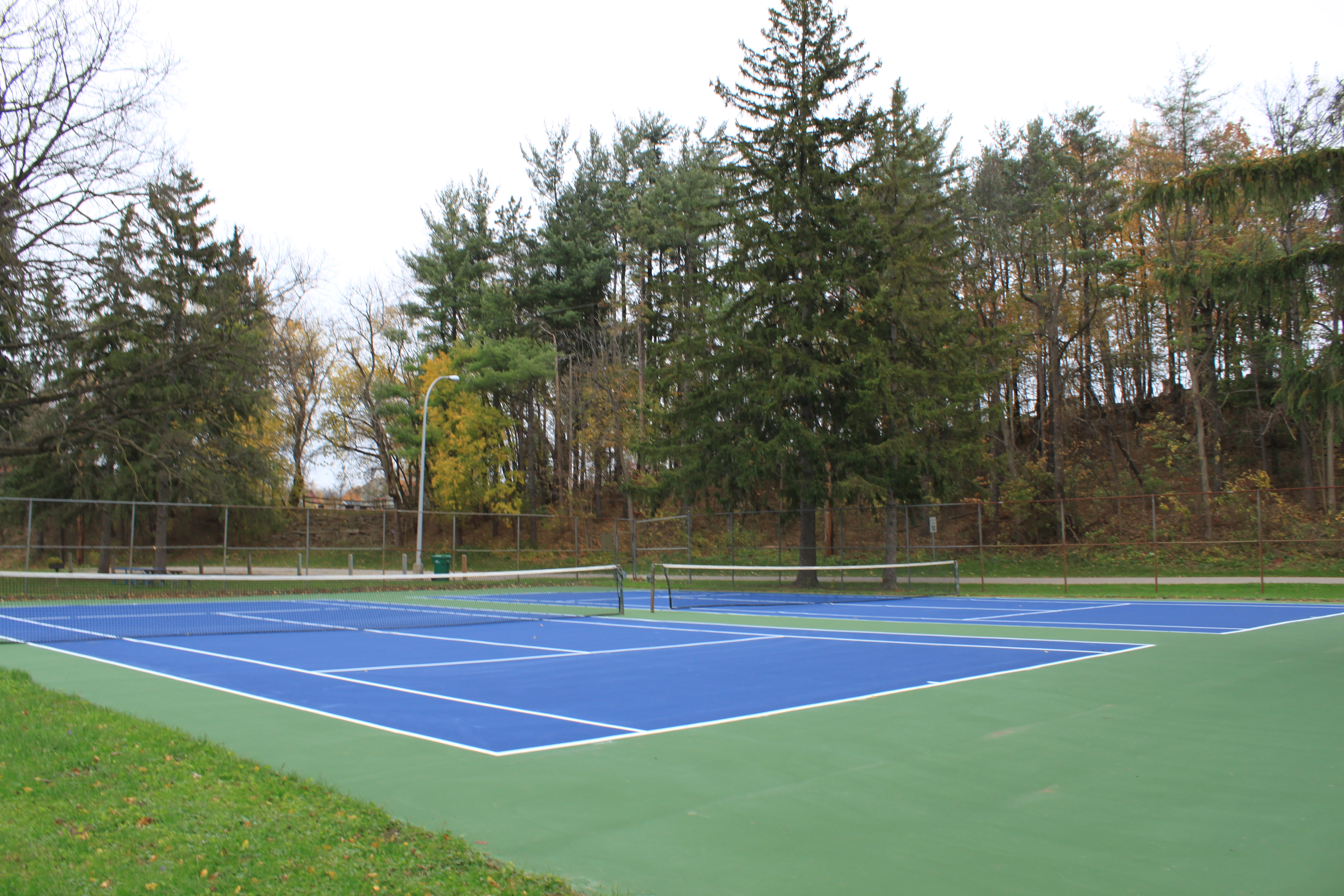
硬地球場

硬地球場為網球主要四種場地中的其中一種。其重要的建造材料是石平地，顔色多為綠色的。著名的網球大滿貫賽事之一的澳洲網球公開賽和美國網球公開賽就是採用硬地球場。

## 硬地球場特性
硬地球場在四種主要的網球球場（草地球場、硬地球場、泥地球場、地毯球場）中，球的彈跳速度是第二快的，球的彈跳高度適中。球場摩擦表面決定球速，快速硬地球場讓球員們擊球的準備時間較少、較不太有時間去追球，而慢速硬地球場則相反。因而在快速硬地球場上，可容易擊出讓對手無法回擊的球，而慢速硬地球場則以上旋球及球員追球為多。因此一般而言， 侵略型底線型球員的打法在這種場地上較佔優勢。
硬地球場上的球速不會因為天候而有變化。在乾燥的天氣或在在潮濕的天候中，硬地球場上的球速都沒多大變化。
硬地球場的造價昂貴，但維護時較容易，不太需要保養。
大滿貫與奧林匹克運動會中的網球比賽，採用硬地球場者，使用彈性丙烯酸塗料。
美國網球公開賽一直使用美國DecoTurf德克瑞丙烯酸塗料，2008北京奧運會也採用此種塗料。此種場地屬快速硬地球場。球場基調顏色為深藍色、外部則為綠色，多數的硬地球場也採用此種配色，方便辨識球的落點。
澳洲網球公開賽原屬草地球場，後來更改為慢速硬地球場（Rebound Ace），2008年改为美国Plexipave柏士壁丙烯酸涂料，而澳網近幾年平均場地球速高於美網。球場基調顏色為藍色，球場為深藍色、外部為淺藍色，該種色調的藍色已被澳網註冊為「澳網藍」。
丙烯酸塗料是水性環保材料，美觀、耐磨的特色，為大多數硬地球場所使用。